# Ramon Farguell

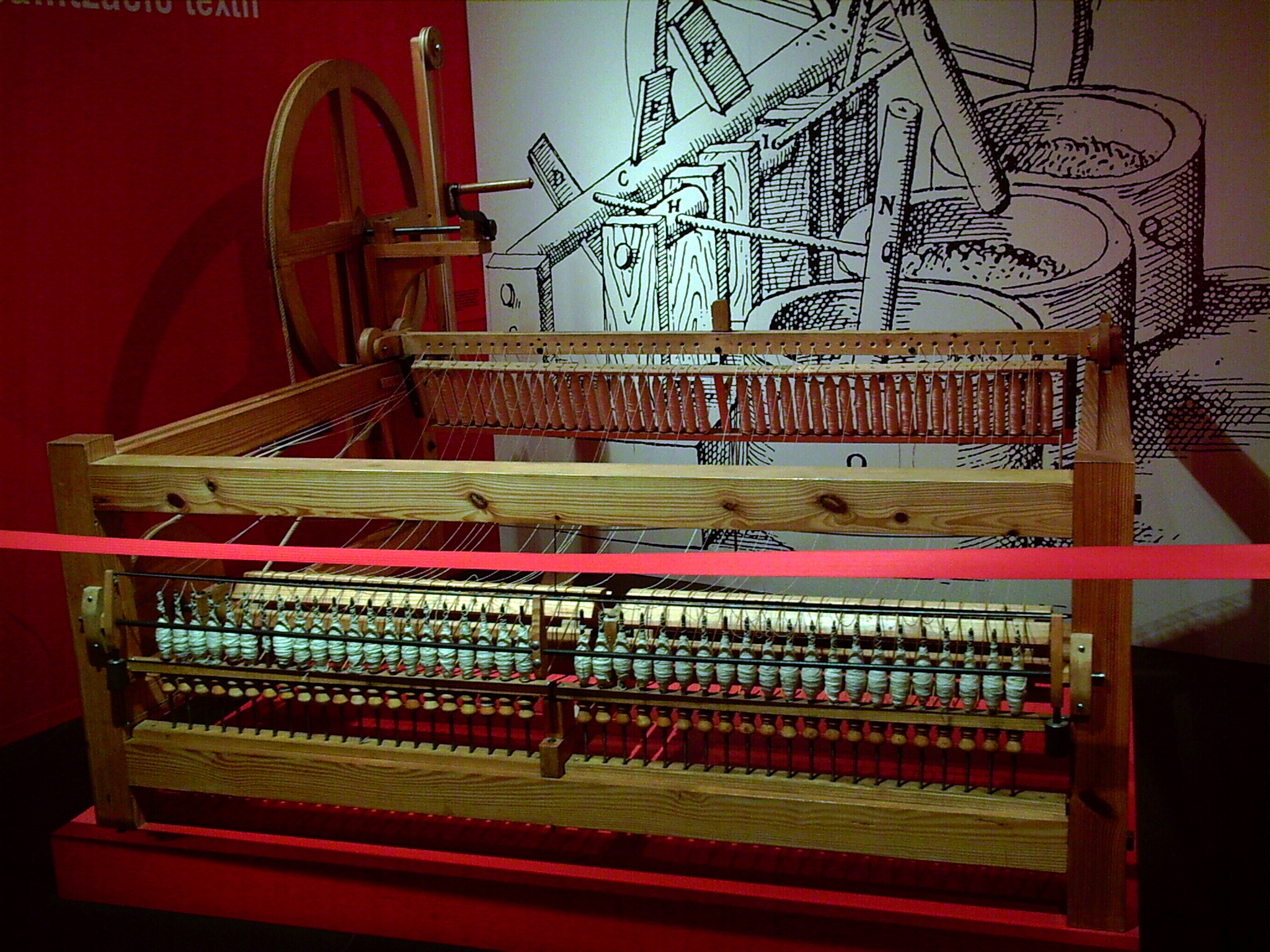
Máquina de hilar maixerina o berguedana que se conserva en el Museo de la Ciencia y de la Técnica de Cataluña de Tarrasa.

Ramon Farguell i Montorcí (Berga, 1769-ibídem, ¿?) fue un carpintero que, durante la Revolución Industrial, inventó una máquina de hilar llamada berguedana o maixerina usada hasta 1870 y que aumentaba el rendimiento. Con sus 130 púas ganaba a la spinning jenny de James Hargreaves con solo 40 púas. Su invento dio un gran impulso a la industria algodonera catalana.